# Pongsri Woranuch

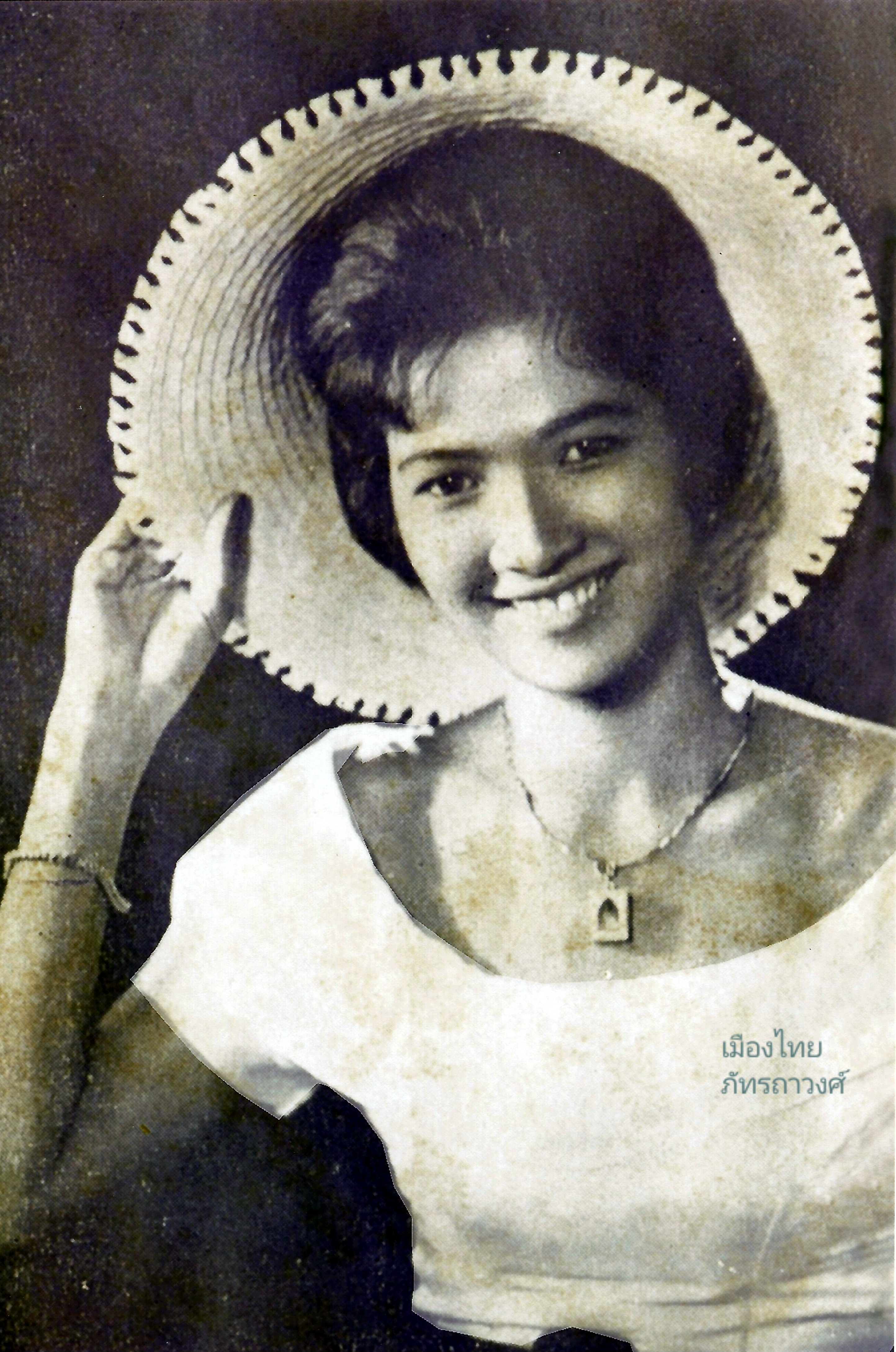
Pongsri Woranuch

Pongsri Woranuch (thailändisch ผ่องศรี วรนุช, RTGS: Phongsi Woranut; * 5. Juni 1939, Manorom, Buri Ram, Siam; † 6. April 2025, Bangkok, Thailand) war eine Thai-Sängerin. Sie wurde in den 1950er Jahren mit dem Orchester von Suraphon Sombatjalern zum Star, wo sie Musik im Luk-Thung-Stil darbot. Bald wurde sie als erste Sängerin zur „Königin des Luk Thung“ („queen of luk thung“) gekürt. Woranuch verband den Stil traditioneller Thai-Folkmusic mit verschiedenen Ostasiatischen, lateinamerikanischen und amerikanischen Country-Musik und Filmmusik. Zusammen mit Suraphon Sombatjalern gilt sie als eine der bedeutendsten Interpreten ihres Genres. 1992 wurde sie die zweite luk thung-Künstlerin, welche mit dem Preis als Nationalkünstlerin ausgezeichnet wurde. Sie starb am 6. April 2025 in ihrem Heim.